# Митчелл, Джеймс Фитц-Аллен
Сэр Джеймс Фитц-Аллен Митчелл (англ. James Fitz-Allen Mitchell, 15 мая 1931 — 23 ноября 2021) — дважды премьер-министр Сент-Винсента и Гренадин: с апреля 1972 года по 8 декабря 1974 года и c 30 июля 1984 года по 27 октября 2000 года (второй по счёту премьер-министр после приобретения независимости в 1979 году). Также был членом и основателем Новой демократической партии. Его основным соперником был Милтон Като, которого он победил на выборах как лидер НДП в 1972 и 1984 годах.
Умер 23 ноября 2021 года.